# Amin Ali
Amin Ali (Philadelphia (Pennsylvania), 4 mei 1956) is een Amerikaanse jazzbassist van de fusionjazz.

## Biografie
Ali is afkomstig uit een muzikale familie en de oudste zoon van de drummer Rashied Ali. Hij speelde vanaf 1980 (samen met Calvin Weston) in het trio van James Blood Ulmer. Daarnaast was hij tot 1996 ook actief in het Music Revelation Ensemble, waarmee hij met Ulmer en vervolgens Ronald Shannon Jackson en David Murray toerde.
In 1993 startten Christy Doran en Fredy Studer hun projekt Doran/Studer/Minton/Bates & Ali Play the Music of Jimi Hendrix. Tijdens het volgende jaar werd Bates vervangen door Tom Cora. In 1995/1996 trad het project daarna op in kwartetformatie met Phil Minton, Ali, Studer en Doran in Europa, maar ging ook in Canada en de Verenigde Staten op tournee. Ali is ook te horen op albums van Phalanx met George Adams, John Kings Electric World en Samm Bennett. Tom Lord noemde 26 opnamesessies tussen 1980 en 1996. In 2009 was hij met James Blood Ulmer weer op een Europese tournee. Aangaande de begrafenis van zijn vader trad hij in hetzelfde jaar op in Philadelphia.

## Discografie
- 1980: James Blood Ulmer Are You Glad to Be in America? (Rough Trade Records)
- 1980: Music Revelation Ensemble No Wave (Moers)
- 1990: Music Revelation Ensemble Elec. Jazz (DIW Records)
- 1994: Christy Doran • Fredy Studer • Phil Minton • Django Bates • Amin Ali Play the Music of Jimi Hendrix (verabra)
- 1995: James Blood Ulmer Black Rock (Sony Records)